# Bredsten Sogn
Bredsten Sogn er et sogn i Vejle Provsti (Haderslev Stift).
Bredsten Sogn havde Skibet Sogn som anneks 1826-1872, hvorefter Bredsten igen blev et selvstændigt pastorat. Sognet hørte til Tørrild Herred i Vejle Amt. Bredsten sognekommune blev ved kommunalreformen i 1970 indlemmet i Egtved Kommune, der ved strukturreformen i 2007 indgik i Vejle Kommune.
I Bredsten Sogn ligger Bredsten Kirke.
I sognet findes følgende autoriserede stednavne:
- Balle (bebyggelse, ejerlav)
- Balle Mark (bebyggelse)
- Bavngårde (bebyggelse)
- Bredsten (bebyggelse)
- Bredstenlund (bebyggelse)
- Haraldskær Fabrik (bebyggelse)
- Kjeldkær (bebyggelse, ejerlav, landbrugsejendom)
- Kærbølling (bebyggelse, ejerlav)
- Kærbølling Huse (bebyggelse)
- Lildfrost (bebyggelse, ejerlav)
- Ollerup (bebyggelse, ejerlav)
- Ravning (bebyggelse, ejerlav)
- Ravning Skov (bebyggelse)
- Søskov (bebyggelse, ejerlav)
- Tørskind (bebyggelse, ejerlav)
- Vingsted (bebyggelse)